# Девојка из суседства
Девојка из суседства је тинејџерска филмска комедија у којој главне улоге играју: Емил Херш и Елиша Катберт.

## Улоге
| Глумац         | Улога             |
| -------------- | ----------------- |
| Емил Херш      | Метју Кидман      |
| Елиша Катберт  | Данијел/Атина     |
| Тимоти Олифант | Кели              |
| Џејмс Ремар    | Хјуго Пош         |
| Крис Маркет    | Ели               |
| Пол Дејно      | Клиц              |
| Тимоти Ботомс  | господин Кидман   |
| Дона Булок     | госпођа Кидман    |
| Џејкоб Јанг    | Хантер            |
| Аманда Свистен | Ејприл            |
| Сунг-Хи Ли     | Ферари            |
| Јулисиз Ли     | Самнанг           |
| Харис Лескавеј | господин Салинџер |